# Triunfo (canção de Emicida)
Triunfo é o primeiro single lançado pelo rapper brasileiro Emicida, produzido por Felipe Vassão. Foi distribuído oficialmente pela primeira vez em 2008, antes do lançamento do mixtape Pra quem já Mordeu um Cachorro por Comida, até que eu Cheguei Longe.... O sucesso da canção o levou a ser considerado um fenômeno dentro da cultura hip hop a assunto dos principais blogs voltados para o gênero.[carece de fontes?]
Também foi lançado um videoclipe oficial da música, o qual concorreu ao prêmio de Melhor Vídeo no Video Music Brasil 2009, mas acabou perdendo para Sutilmente, de Skank.
Em 2008, logo após terminar as filmagens de seu longa-metragem "Bróder", o diretor Jeferson De escolheu "Triunfo" como música de encerramento do filme, após receber um "envelope" de um amigo, fazendo referência à capa do single, feita artesanalmente em papel craft.